# Хайнрих IV Роус-Оберграйц
Хайнрих IV Роус-Оберграйц (на немски: Heinrich IV Graf Reuss zu Obergreiz; * 11 март 1597, Дьолау; † 25 август 1629, Грайц) от фамилията Ройс „старата линия“ е господар на Роус-Оберграйц (1604 – 1629) също граф и господар на Плауен, господар на Грайц, Кранихфелд и Горния дворец/Оберграйц.

## Произход и наследство
Той е син на Хайнрих V Роус-Грайц (1549 – 1604) и съпругата му Мария фон Шьонбург-Валденбург (1565 – 1628), дъщеря на Хуго I фон Шьонбург-Валденбург (1530 – 1566) и графиня Анна фон Глайхен-Рембда (1532 – 1570). Брат е на граф Хайнрих V Ройс-Унтерграйц (1602 – 1667).
През 1564 г. чрез наследство територията на Ройсите е разделена на господствата Унтерграйц (Ройс стара линия), Оберграйц (Ройс средна линия) и Гера (Ройс млада линия). През 1596 г. господството Шлайц отива допълнително към средната линия.
Хайнрих IV Роус-Оберграйц умира на 32 години на 25 август 1629 г. в Грайц и е погребан там.

## Фамилия
Хайнрих IV Роус-Оберграйц се жени през май 1624 г. в Аролзен за вилд- и рейнграфиня Юлиана Елизабет фон Даун-Ньофвилер фон Вилдграф (* 1602; † 14 май 1653), дъщеря на вилд и рейнграф Фридрих фон Залм-Нойфвил (1547 – 1608) и третата му съпруга графиня Сибила Юлиана фон Изенбург-Бирщайн (1574 -1604). Те имат децата:
- Хайнрих I Роус-Оберграйц (* 3 май 1627, Грайц; † 8 март 1681), господар на Оберграйц (1629 – 73), става „граф Роус-Оберграйц“ на 26 август 1673, женен I. на 10 август 1648 г. в Шлайц за бургграфиня Сибила Магдалена фон Кирхберг (* 24 юли 1624; † 24 февруари 1667), II. на 21 април 1668 г. в Шлайц за графиня Сибила Юлиана фон Шварцбург-Арнщат (* 20 юли 1646; † 5 април 1698); всичките му наследници са „графове или принцове на Ройс-Грайц“.
- Хайнрих II (* 16 август 1628, Грайц; † 15 септември 1628)
- Мария Сибила фон Ройс-Плауен (* 4 август 1625, Вилденфелс; † 21 май 1675, Еберсдорф), омъжена на 24 октомври 1647 г. в Шлайц за граф Хайнрих X Ройс-Лобенщайн (* 9 септември 1621, Гера; † 25 януари 1671, Лобенщайн), от „младата линия“
- Агнес Елизабет (* 30 септември 1629, Грайц; † 21 юни 1675, Векселбург), омъжена на 30 ноември 1645 г. в Руксбург за Кристиан фон Шьонбург-Цшилен (* 17 април 1598; † 16 август 1664)

Вдовицата му Юлиана Елизабет фон Даун-Ньофвилер се омъжва втори път в Гера на 4 май 1637 г. за граф Хайнрих III Ройс-Шлайц-Гера-Заалберг (* 31 октомври 1603; † 12 юли 1640).